# Барановщина
Бара́новщина (рос. Барановщина) — присілок у складі Підосиновського району Кіровської області, Росія. Входить до складу Підосиновського міського поселення.
Населення становить 8 осіб (2010, 13 у 2002).
Національний склад станом на 2002 рік — росіяни 100 %.